# Shu Kamo
Shu Kamo (加茂 周, Kamo Shu, Ashiya, 29 oktober 1939) is een Japans voormalig voetballer die speelde als aanvaller. Kamo was bondscoach van het Japans voetbalelftal van 1995 tot 1997.

## Clubcarrière
Shu Kamo speelde tussen 1965 en 1967 voor Yanmar Diesel.

## Trainerscarrière
Hij heeft als hoofdtrainer bij diverse Japanse clubs gewerkt zoals Nissan Motors (1974-1984, 1985-1989), Yokohama Flügels (1991-1994) en Kyoto Purple Sanga (1999-2000). Shu Kamo was bondscoach van het Japan op het Aziatisch kampioenschap voetbal 1996.